# Акерман, Диана
Диана Акерман (род. 7 октября 1948 года, Уокиган, штат Иллинойс, США) — американская поэтесса, автор научно-популярных работ, натуралист, занимающийся спасением вымирающих видов. Известна поэтическими исследованиями мира природы.

## Образование и карьера
Акерман получила степень бакалавра искусств по английскому языку в Университете штата Пенсильвания, а также степень магистра искусств, магистра изящных искусств и доктора философии Корнеллского университета. Среди членов её диссертационного комитета был Карл Саган — астроном и создатель телесериала «Космос: персональное путешествие». Она преподавала в ряде университетов, включая Колумбийский и Корнеллский.
Её эссе были опубликованы в The New York Times, Smithsonian, Parade, The New Yorker, National Geographic и других авторитетных журналах.
Благодаря своим натуралистическим исследованиям Акерман смогла побывать в самых разнообразных местах земного шара. В Бразилии она вела работу с находящимися под угрозой исчезновения золотистыми львиными игрунками, в Патагонии — с южными китами, на Гавайях — с горбатыми китами, в Калифорнии наблюдала за миграцией бабочек-монархов в местах их зимовки, на Френч-Фригат-Шолс — за тюленями-монахами, в Японияи — за белоспинным альбатросом. Побывала в тропических лесах Амазонки, а также в Антарктиде, где наблюдала за пингвинами.
В 1986 году она стала полуфиналистом проекта НАСА «Журналист в космосе», однако эта программа была отменена после катастрофы космического корабля «Челленджер».
В её честь была названа молекула — дианеакерон — половой феромон крокодилов.
Коллекция её рукописей, сочинений и статей хранится в библиотеке Корнеллского университета.

## Книги
Среди её научно-популярных работ — «Всеобщая история чувств», опубликованная в 1990 году, «Эпоха человека. Мир, созданный нами», в которой прославляется природа, человеческая изобретательность и исследуется, как мы стали доминирующей силой перемен на планете; её мемуары «100 имен любви» об инсульте, афазии и исцелении; «Жена смотрителя зоопарка», где Акерман изобразила события в Варшаве во время Второй мировой войны через происходящее с зоопарком.
Её первая книга стихов The Planets, A Cosmic Pastoral была подарена Карлом Саганом Тимоти Лири, когда Лири находился в заключении; её стихотворная пьеса Reverse Thunder повествует о жизни монахини XVII века, поэтессы и натуралиста Хуаны Инес де ла Крус.
Аккерман также пишет книги о природе для детей.

## Адаптации
31 марта 2017 года в США вышла экранизация книги Акерман «Жена смотрителя зоопарка» с Джессикой Честейн в главной роли.
В 1995 году вышел мини-сериал Mystery of the Senses: A Nova Miniseries, основанный на книге Акерман «Всеобщая история чувств».

## Награды и отличия
Среди наград Дианы Акерман — почетная ученая степень от Кенион-колледжа (Kenyon College) в Огайо (Ohio), стипендия Гуггенхайма (Guggenheim Fellowship), премия Джона Берроуза (John Burroughs Nature Award) и поэтическая премия Lavan Poetry Prize.
«Жена смотрителя зоопарка» получила премию «Орион» (Orion Award) в 2008 году. В 2012 году она стала финалисткой Пулитцеровской премии и Национальной книжной премии общества критиков за «100 имен любви».

## Личная жизнь
Акерман была замужем за писателем Полом Уэстом (1930—2015).

## Избранная библиография
Поэзия
1976. The Planets: A Cosmic Pastoral
1988. Reverse Thunder
1991. Jaguar of Sweet Laughter: New and Selected Poems
1998. I Praise My Destroyer: Poems
2000. Origami Bridges: Poems of Psychoanalysis and Fire
Художественная и научно-популярная литература
1978. Wife of Light
1983. Lady Faustus
1985. On Extended Wings
1990. A Natural History of the Senses — «Всеобщая история чувств»
1991. The Moon by Whale Light and Other Adventures Among Bats, Penguins, Crocodilians and Whales
1993. By Nature’s Design
1994. A Natural History of Love — «Всеобщая история любви»
1994. The Curious Naturalist
1995. Mystery of the Senses: A Nova Miniseries
1996. Rarest Of The Rare: Vanishing Animals, Timeless Worlds
1996. A Slender Thread
1996. A Slender Thread: Rediscovering Hope at the Heart of Crisis
1997. Bats: Shadows in the Night 1998. The Book of Love
1999. Deep Play
1999. Lovers
2001. Cultivating Delight: A Natural History of My Garden
2003. Animal Sense
2004. An Alchemy of Mind: The Marvel and Mystery of the Brain
2007. The Zookeeper’s Wife — «Жена смотрителя зоопарка»
2009. Dawn Light: Dancing with Cranes and Other Ways to Start the Day
2011. One Hundred Names for Love — «100 имен любви»
2012. Wonder and Other Survival Skills
2014. The Human Age: The World Shaped by Us — «Эпоха человека. Мир, созданный нами»